# Tomás Maestre Aznar
Tomás Maestre Aznar, (Madrid, 24/12/1925- ibidem, 17/7/2013)  fue un abogado y empresario español nacido en el seno de una destacada estirpe empresarial de la Región de Murcia. Esta saga debe su prestigio a la actividad iniciada por Miguel Zapata Sáez, "el tío lobo" empresario minero de La Unión y Cartagena del que su abuelo paterno, José Maestre Pérez, fue yerno y llegó a ser ministro durante el gobierno de Maura .

## Biografía
Tomás Maestre estudió la carrera de Derecho y se licenció en 1948, al tiempo que se hacía cargo del patrimonio familiar agrícola, centrado en una Hacienda del Municipio de San Javier. A esta actividad se dedicó hasta que en 1952 decidió instalar en Madrid su bufete de abogados.
El joven emprende sus primeras incursiones en el sector inmobiliario con diversas experiencias en Madrid y la Costa del Sol, que le sirvieron para obtener conocimientos en materia empresarial turística.

#### Actividad empresarial

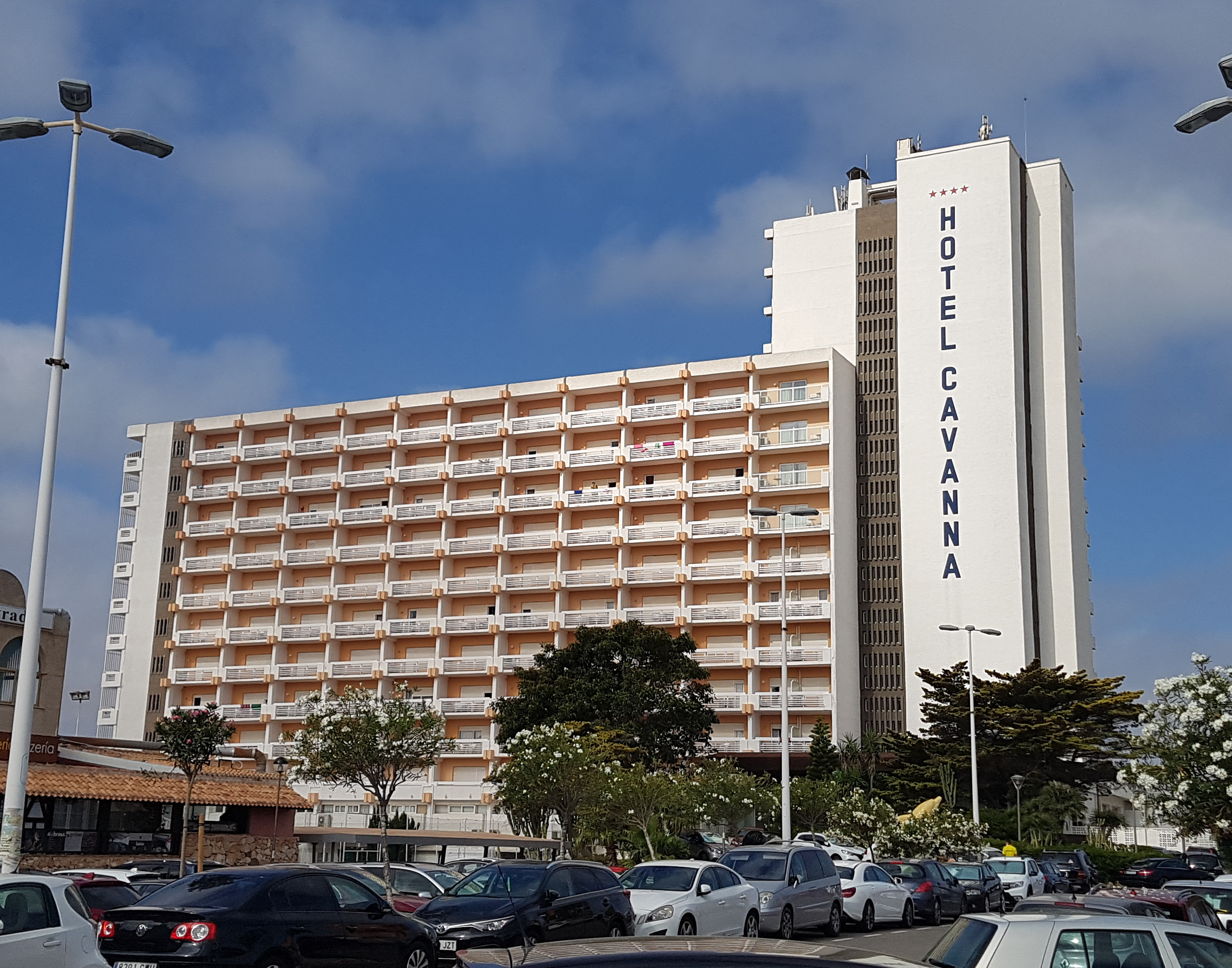
Hotel Cavanna

Fue el creador, impulsor y promotor de La Manga del Mar Menor.
Comienza a fraguarse en su mente el sueño de convertir La Manga del Mar Menor en un centro turístico, deportivo y recreativo sin parangón en España. Para ello pensaba aprovechar las excepcionales condiciones climáticas de la laguna marmenorense y las peculiaridades naturales de un accidente geográfico de las características de la restinga mangueña.
Tras la Guerra Civil la familia Maestre había perdido la práctica totalidad de su patrimonio industrial, a excepción de algunas importantes propiedades en Cartagena entre las que se hallaba la totalidad de la zona norte de La Manga del Mar Menor.
En 1956 Tomás Maestre Aznar logró convencer a su tío Tomás Maestre Zapata para que le vendiese el conjunto de sus derechos en La Manga Norte y tras diversos litigios con otros familiares y con José Celdrán, propietario de La Manga Sur, lograría hacerse con la totalidad del cordón litoral.
En 1956, la autarquía había llevado a España a la ruina económica. Para evitar la bancarrota, el régimen franquista dio paso a los llamados ‘tecnócratas’ que impulsaron el Plan de Estabilización de 1959 del cual resultó la promulgación de la Ley de Centros y Zonas de Interés Turístico Nacional de 1963.
Una vez consolidado su dominio sobre la zona y con el capital que había logrado reunir, inició las primeras pesquisas urbanísticas en esta franja de terreno. En 1961, Maestre comienza a trabajar en un proyecto que contó con el apoyo de los ayuntamientos de San Javier y Cartagena, a los que pertenece La Manga, y la Delegación de Turismo en Murcia. El espaldarazo a su promoción fue la visita, a principios de 1963, del ministro de Turismo, Manuel Fraga.
En 1963 la zona pasa a convertirse en Centro de Interés Turístico, pierde cualquier tipo de protección y Maestre, solucionados los aspectos financieros y de suministro de agua, inicia las obras de la urbanización de Los Cubanitos, Hotel Entremares -el primero de los hoteles, construido en 1966- y Galúa, así como bungalows.

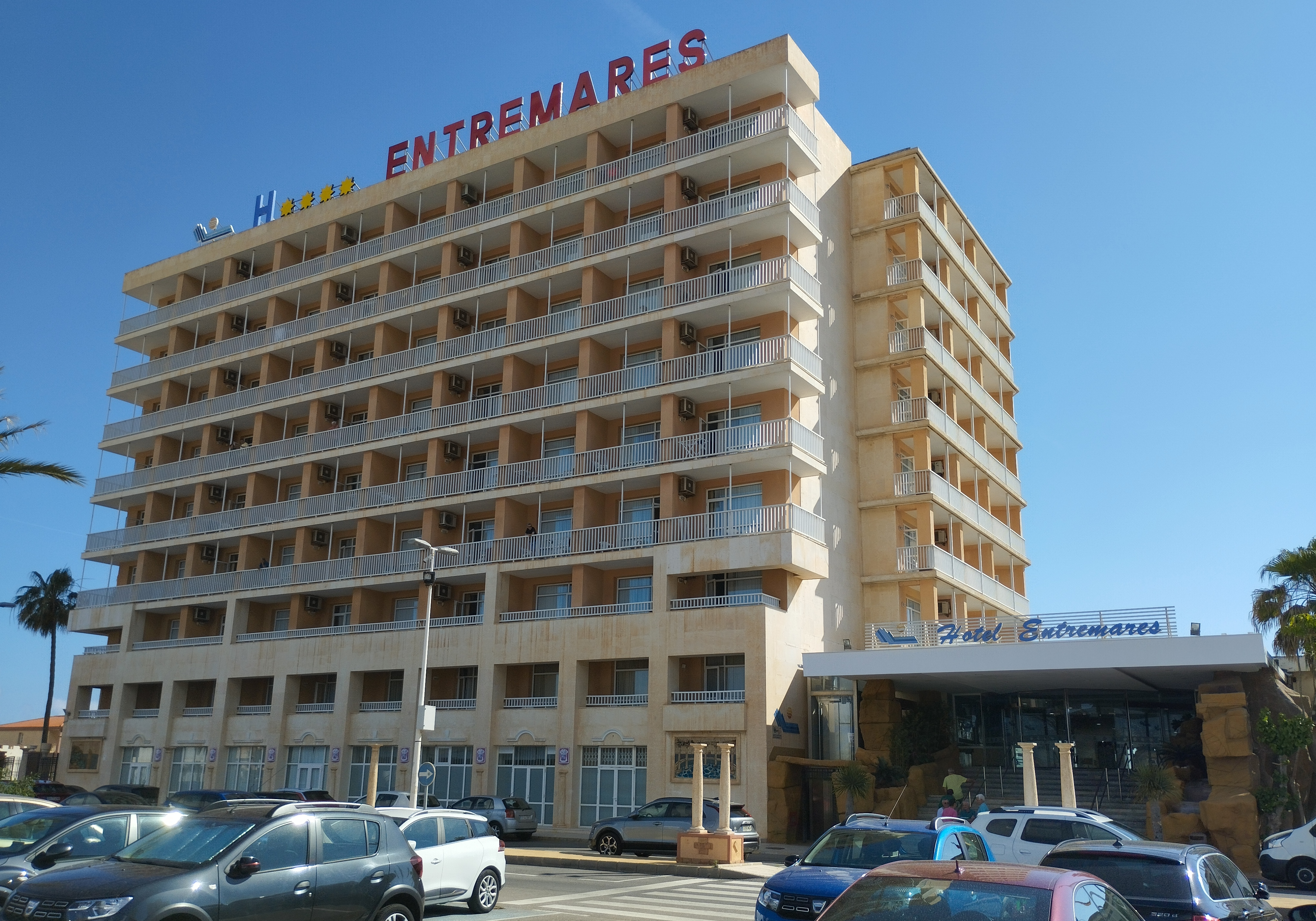
Hotel Entremares

Gracias a sus contactos en los círculos franquistas, el promotor consiguió que La Manga pasase a ser beneficiaria de créditos blandos del Estado por más de 11.000 millones de pesetas entre 1966 y 1975.
Maestre Aznar logró que cuatro enclaves mangueños fuesen declarados de Interés Turístico en la década de los sesenta:
- Hacienda La Manga de Cartagena (Decreto de 23 de julio de 1966).
- Hacienda La Manga de San Javier (Decreto de 26 de diciembre de 1968).
- Hacienda Dos Mares (Decreto de 6 de febrero de 1969).
- Playa Honda (Decreto de 2 de febrero de 1969).

Cuando Maestre Aznar consolidó su dominio en la totalidad de La Manga, encargó el proyecto al arquitecto Antonio Bonet Castellana para diseñar una zona turística de lujo que atrajera a visitantes extranjeros.

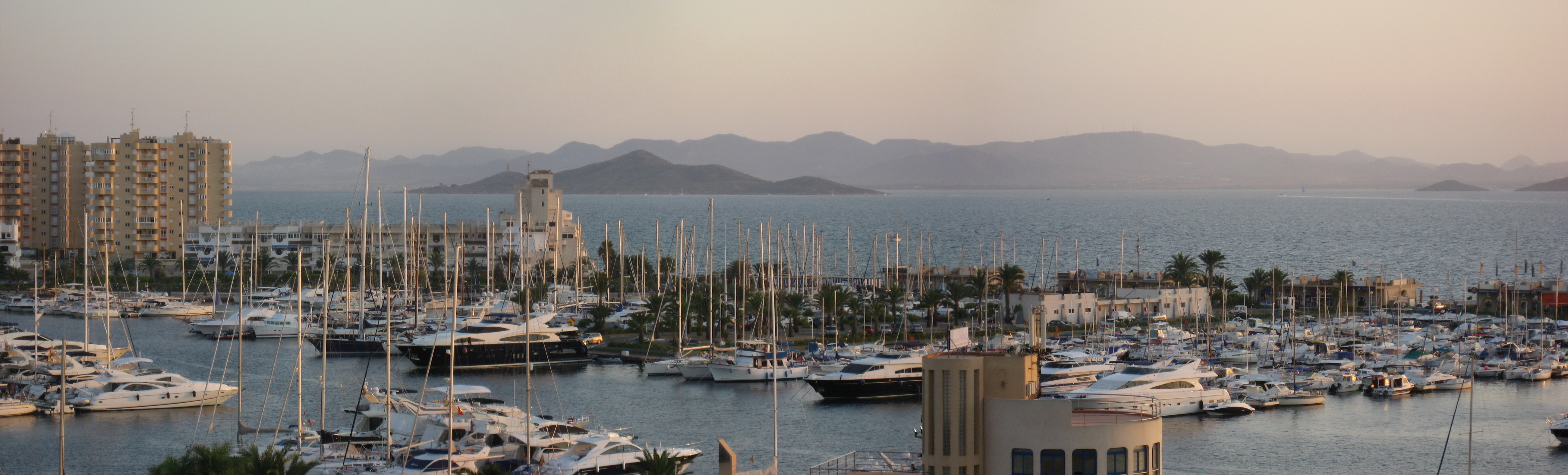
Puerto de Tomás Maestre

A mediados de la década de los 70 del siglo XX en el contexto de la crisis económica conocida como la crisis del petróleo de 1973,  el modelo turístico concebido no se lleva a cabo ocasionando la partición de las tierras y la atomización de las iniciativas entre numerosos empresarios.
Con la llegada de la democracia el Congreso de los diputados había aprobado la Ley de Costas de 1988, que declaraba “dominio público no urbanizable” los cien metros de costa desde la línea del mar. El conflicto entre promotores, comunidad autónoma y los ayuntamientos de Cartagena y San Javier estaba asegurado.
Al final se ha producido un urbanismo sin control que ha hecho desaparecer playas y que ha tenido nefastas consecuencias en lo medioambiental: se produjeron vertidos de aguas fecales descargados durante años y un aumento de la presión turística. Además entre 1974 y 1975 para que pudieran entrar barcos más grandes al puerto deportivo Tomás Maestre, se amplió el canal del Estacio que provocó la disminución de la salinidad del Mar Menor y que especies del Mediterráneo colonizaran la laguna salada. También se produjo la desecación de espacios lagunares y se han perdido espacios pesqueros.
Desecó:
- Ciudad Lacustre del sur del Mar Menor, sobre la antigua Bahía del Vivero, que exigió la desecación y rellenado de 30.000 m².
- Ciudad Lacustre de Veneziola sobre la antigua encañizada del Charco.
- Puerto Deportivo Tomás Maestre, situado sobre la Encañizada del Estacio.

## Árbol genealógico
|  |  |  |  |                                             |                                             | Juana Hernández Aguirre 1845                     | Juana Hernández Aguirre 1845                | Juana Hernández Aguirre 1845                | Juana Hernández Aguirre 1845                | Juana Hernández Aguirre 1845           | Juana Hernández Aguirre 1845           |                                    |                                    |                                    |                                    |                                    |                                    | Miguel Zapata Sáez                 | Miguel Zapata Sáez                 | Miguel Zapata Sáez                 | Miguel Zapata Sáez                 | Miguel Zapata Sáez                 | Miguel Zapata Sáez                 |  |  |
|  |  |  |  |                                             |                                             | Juana Hernández Aguirre 1845                     | Juana Hernández Aguirre 1845                | Juana Hernández Aguirre 1845                | Juana Hernández Aguirre 1845                | Juana Hernández Aguirre 1845           | Juana Hernández Aguirre 1845           |                                    |                                    |                                    |                                    |                                    |                                    | Miguel Zapata Sáez                 | Miguel Zapata Sáez                 | Miguel Zapata Sáez                 | Miguel Zapata Sáez                 | Miguel Zapata Sáez                 | Miguel Zapata Sáez                 |  |  |
|  |  |  |  |                                             |                                             |                                                  |                                             |                                             |                                             |                                        |                                        |                                    |                                    |                                    |                                    |                                    |                                    |                                    |                                    |                                    |                                    |                                    |                                    |  |  |
|  |  |  |  | José Maestre Pérez Murcia 1866- Madrid 1933 | José Maestre Pérez Murcia 1866- Madrid 1933 | José Maestre Pérez Murcia 1866- Madrid 1933      | José Maestre Pérez Murcia 1866- Madrid 1933 | José Maestre Pérez Murcia 1866- Madrid 1933 | José Maestre Pérez Murcia 1866- Madrid 1933 |                                        |                                        | Visitación Zapata Hernández + 1903 | Visitación Zapata Hernández + 1903 | Visitación Zapata Hernández + 1903 | Visitación Zapata Hernández + 1903 | Visitación Zapata Hernández + 1903 | Visitación Zapata Hernández + 1903 |                                    |                                    |                                    |                                    |                                    |                                    |  |  |
|  |  |  |  | José Maestre Pérez Murcia 1866- Madrid 1933 | José Maestre Pérez Murcia 1866- Madrid 1933 | José Maestre Pérez Murcia 1866- Madrid 1933      | José Maestre Pérez Murcia 1866- Madrid 1933 | José Maestre Pérez Murcia 1866- Madrid 1933 | José Maestre Pérez Murcia 1866- Madrid 1933 |                                        |                                        | Visitación Zapata Hernández + 1903 | Visitación Zapata Hernández + 1903 | Visitación Zapata Hernández + 1903 | Visitación Zapata Hernández + 1903 | Visitación Zapata Hernández + 1903 | Visitación Zapata Hernández + 1903 |                                    |                                    |                                    |                                    |                                    |                                    |  |  |
|  |  |  |  |                                             |                                             |                                                  |                                             |                                             |                                             |                                        |                                        |                                    |                                    |                                    |                                    |                                    |                                    |                                    |                                    |                                    |                                    |                                    |                                    |  |  |
|  |  |  |  |                                             |                                             | José Maestre Zapata + San Javier, 1967           | José Maestre Zapata + San Javier, 1967      | José Maestre Zapata + San Javier, 1967      | José Maestre Zapata + San Javier, 1967      | José Maestre Zapata + San Javier, 1967 | José Maestre Zapata + San Javier, 1967 |                                    |                                    |                                    |                                    |                                    |                                    | Florentina Aznar Pedreño +1947     | Florentina Aznar Pedreño +1947     | Florentina Aznar Pedreño +1947     | Florentina Aznar Pedreño +1947     | Florentina Aznar Pedreño +1947     | Florentina Aznar Pedreño +1947     |  |  |
|  |  |  |  |                                             |                                             | José Maestre Zapata + San Javier, 1967           | José Maestre Zapata + San Javier, 1967      | José Maestre Zapata + San Javier, 1967      | José Maestre Zapata + San Javier, 1967      | José Maestre Zapata + San Javier, 1967 | José Maestre Zapata + San Javier, 1967 |                                    |                                    |                                    |                                    |                                    |                                    | Florentina Aznar Pedreño +1947     | Florentina Aznar Pedreño +1947     | Florentina Aznar Pedreño +1947     | Florentina Aznar Pedreño +1947     | Florentina Aznar Pedreño +1947     | Florentina Aznar Pedreño +1947     |  |  |
|  |  |  |  |                                             |                                             |                                                  |                                             |                                             |                                             |                                        |                                        |                                    |                                    |                                    |                                    |                                    |                                    |                                    |                                    |                                    |                                    |                                    |                                    |  |  |
|  |  |  |  |                                             |                                             | Tomás Maestre Aznar Madrid, 1925-2013            | Tomás Maestre Aznar Madrid, 1925-2013       | Tomás Maestre Aznar Madrid, 1925-2013       | Tomás Maestre Aznar Madrid, 1925-2013       | Tomás Maestre Aznar Madrid, 1925-2013  | Tomás Maestre Aznar Madrid, 1925-2013  |                                    |                                    |                                    |                                    |                                    |                                    | María Magadalena Cavanna de Aldama | María Magadalena Cavanna de Aldama | María Magadalena Cavanna de Aldama | María Magadalena Cavanna de Aldama | María Magadalena Cavanna de Aldama | María Magadalena Cavanna de Aldama |  |  |
|  |  |  |  |                                             |                                             | Tomás Maestre Aznar Madrid, 1925-2013            | Tomás Maestre Aznar Madrid, 1925-2013       | Tomás Maestre Aznar Madrid, 1925-2013       | Tomás Maestre Aznar Madrid, 1925-2013       | Tomás Maestre Aznar Madrid, 1925-2013  | Tomás Maestre Aznar Madrid, 1925-2013  |                                    |                                    |                                    |                                    |                                    |                                    | María Magadalena Cavanna de Aldama | María Magadalena Cavanna de Aldama | María Magadalena Cavanna de Aldama | María Magadalena Cavanna de Aldama | María Magadalena Cavanna de Aldama | María Magadalena Cavanna de Aldama |  |  |
|  |  |  |  |                                             |                                             |                                                  |                                             |                                             |                                             |                                        |                                        |                                    |                                    |                                    |                                    |                                    |                                    |                                    |                                    |                                    |                                    |                                    |                                    |  |  |
|  |  |  |  |                                             |                                             | Rocío, Enrique, Tomás, María del Mar y Magdalena |                                             |                                             |                                             |                                        |                                        |                                    |                                    |                                    |                                    |                                    |                                    |                                    |                                    |                                    |                                    |                                    |                                    |  |  |